# Väckelsång
Väckelsång is een plaats in de gemeente Tingsryd in het landschap Småland en de provincie Kronobergs län in Zweden. De plaats heeft 979 inwoners (2005) en een oppervlakte van 124 hectare.

## Verkeer en vervoer
Bij de plaats lopen de Riksväg 27 en Riksväg 29.

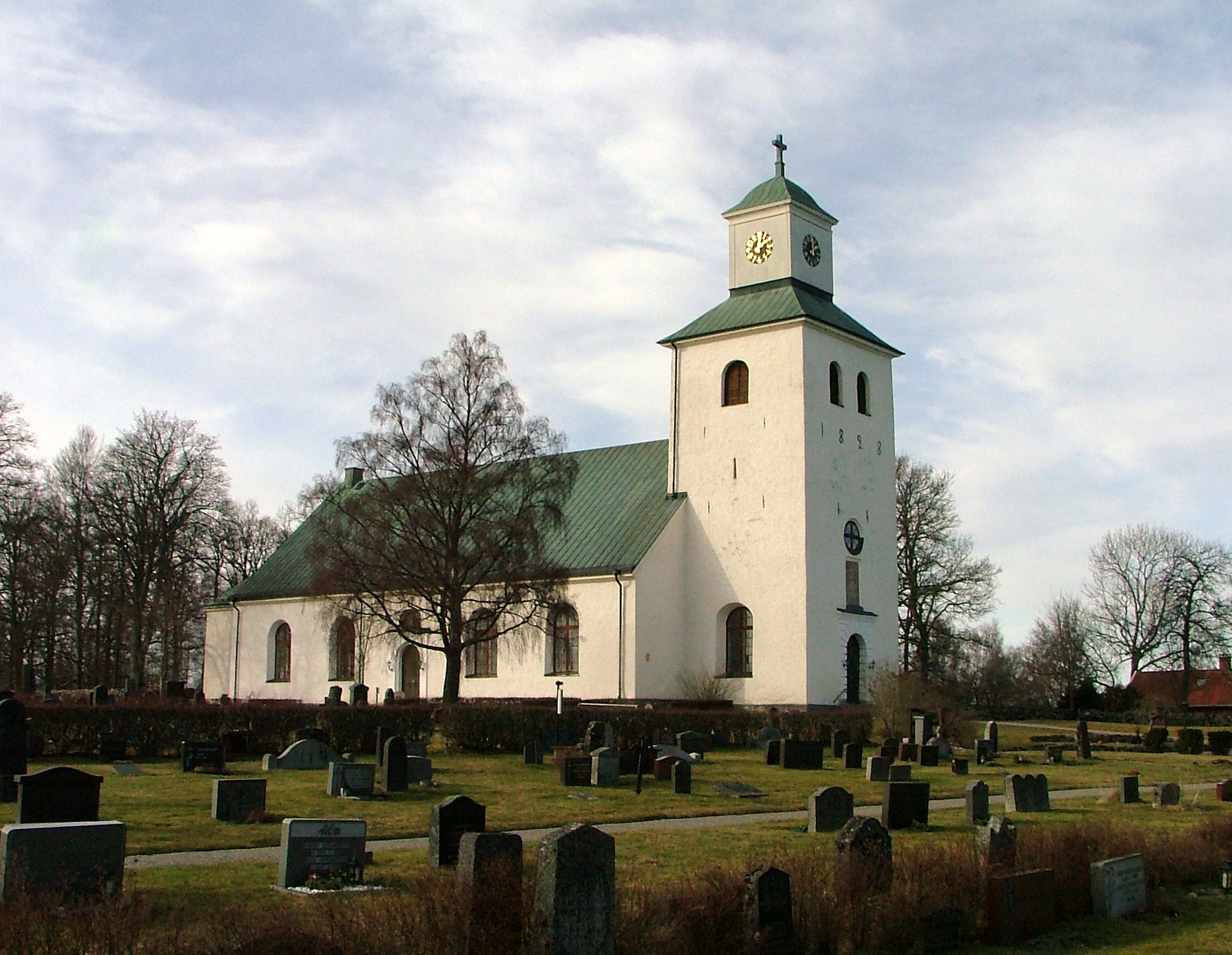
Kerk